# Chipre no Festival Eurovisão da Canção 2010
Chipre foi o vigésimo sexto país a confirmar a sua presença no Festival Eurovisão da Canção 2010, a 6 de Outubro de 2009.

## Método de Selecção
A cadeia televisiva de Chipre, responsável pela participação do país no Festival Eurovisão da Canção, confirmou a utilização de uma Final Nacional para a selecção do país, a ter uma final agendada para Janeiro de 2010.
| #  | Artista                              | Canção                        | Letrista (l) / Música (m)                                       |
| -- | ------------------------------------ | ----------------------------- | --------------------------------------------------------------- |
| 1  | Constantinos Christoforou            | "Angel"                       | Constantinos Christoforou (m), Zinon Zompilis (l)               |
| 2  | Evagoras Evagorou                    | "I'm Gonna Be"                | Marios Melekis (m), Christos Filippou (m), Anthi Pashi (l)      |
| 3  | Jon Lilygreen & The Islanders        | "Life Looks Better In Spring" | Nasos Lambrianides (m & l), Melis Konstantinou (l)              |
| 4  | Hovig Demirgian                      | "Goodbye"                     | Valeria Partali (m & l)                                         |
| 5  | Vivian Daglas                        | "Rhapsody"                    | Leanna Varnavidou (m & l), Helena Antoniou (l)                  |
| 6  | Anthi Pashi                          | "You Gotta Go"                | Anthi Pashi (m & l)                                             |
| 7  | Constantinos Kountouzis & Soul Throw | "Island of Love"              | Constantinos Kountouzis (m & l)                                 |
| 8  | Deep Zone                            | "Play"                        | Milena Staneva (m & l)                                          |
| 9  | Andreas Economides                   | "Waiting"                     | Christodoulos Charalambides (m & l), Andreas Economides (m & l) |
| 10 | Nicole Papa                          | "Like A Woman"                | Mike Connaris (m & l)                                           |